# ويندي شارب
ويندي شارب (بالإنجليزية: Wendy Sharpe)‏ (25 يونيو 1963 - ) هي لاعبة كرة قدم نيوزلندية في مركز الهجوم. شاركت مع منتخب نيوزيلندا الوطني لكرة القدم للنساء.